# Cottonwood (Minnesota)
Cottonwood – miasto w Stanach Zjednoczonych, w stanie Minnesota, w hrabstwie Lyon.